# ساعد نیک‌ذات
ساعد نیک‌ذات (زاده ۱۷ مرداد ۱۳۴۲ - بوشهر) فیلم‌بردار اهل ایران است. وی از اعضای انجمن فیلم‌برداران سینمای ایران است.

## فیلم‌شناسی

### مدیر فیلم‌برداری
- هفته‌ای یک‌بار آدم باش (۱۳۹۹)
- عطر داغ (۱۳۹۶)
- تیک آف (۱۳۹۴)
- نفس (۱۳۹۴)
- تنهای تنهای تنها (۱۳۹۱)
- مروارید (۱۳۹۱)
- مهتاب روی سکو (۱۳۸۹)
- ندارها (۱۳۸۸)
- همبازی (۱۳۸۸)
- پنالتی (۱۳۸۷)
- آتشکار (۱۳۸۶)
- آخرین ملکه زمین (۱۳۸۵)
- حیات (۱۳۸۳)
- آوازهای سرزمین مادری‌ام (۱۳۸۱)